# Jean-Robert Argand
Jean-Robert Argand, född 18 juli 1768 i Genève, död 13 augusti 1825 i Paris, var en schweizisk-fransk matematiker.
Argand är känd i matematikens historia genom sin Essai sur une manière de représenter les quantités imaginaires dans les constructions géométriques (1806), i vilken angavs den metod att representera komplexa tal genom punkter i ett plan, som längre fram kommit till allmän användning och som såväl för funktionsteorin som för geometrin blivit av fundamental betydelse. 
Liknande idéer hade tidigare utvecklats av tysken H. Kühn och av dansken Caspar Wessel, men för Argand var dessas arbeten okända; även Argands undersökning förblev obemärkt, ända tills Carl Friedrich Gauss och Augustin Louis Cauchy började begagna sig av samma metod. Gauss publicerade först 1831 sina resultat och saknade då kännedom om Argands arbete. Cauchy, som 1847 i sina "Exercises d'analyses" utvecklade samma idéer, gav fullt erkännande åt Argands förtjänster.